# Hermann Wilhelmi
Hermann Heinrich Wilhelmi (* 14. April 1835 in Mülheim an der Ruhr; † 3. Oktober 1915 ebenda) war ein deutscher Unternehmer, der den Grundstein für eine der ältesten Hebezeugfabriken Deutschlands legte.

## Geschichte
Mit einem Anfangskapital von 30 Reichstalern eröffnete der Schlossermeister Hermann Wilhelmi am 20. Februar 1861 in der Löhstraße zu Mülheim an der Ruhr eine eigene Werkstatt. Er ließ patentierte Handflaschenzüge, Elektrozüge, Laufkatzen und Krananlagen herstellen. Im Jahre 1910 expandierte Wilhelmi mit einer Filiale in Paris.
Aus dieser Werkstatt ging die Hebezeugfirma WILHELMI hervor, später Hebezeug Fabrik Wilhelmi, ab 1936 H. Wilhelmi KG, ab 1979 die Planeta-Hebezeuge Wilhelmi GmbH und schließlich ab 2003 PLANETA-Hebetechnik GmbH.
Die Firma PLANETA - Hebetechnik GmbH hat auch Vertriebsbüros für Österreich (seit 2009) und Frankreich (seit 2010).

## Weitere Quellen
- Stadtarchiv Mülheim an der Ruhr, Bestand 1196 (Sterberegister)

| Personendaten    | Personendaten                                   |
| ---------------- | ----------------------------------------------- |
| NAME             | Wilhelmi, Hermann                               |
| ALTERNATIVNAMEN  | Wilhelmi, Hermann Heinrich (vollständiger Name) |
| KURZBESCHREIBUNG | deutscher Unternehmer                           |
| GEBURTSDATUM     | 14. April 1835                                  |
| GEBURTSORT       | Mülheim an der Ruhr                             |
| STERBEDATUM      | 3. Oktober 1915                                 |
| STERBEORT        | Mülheim an der Ruhr                             |